# Abu Taibo Amade ibne Ali Almadarai

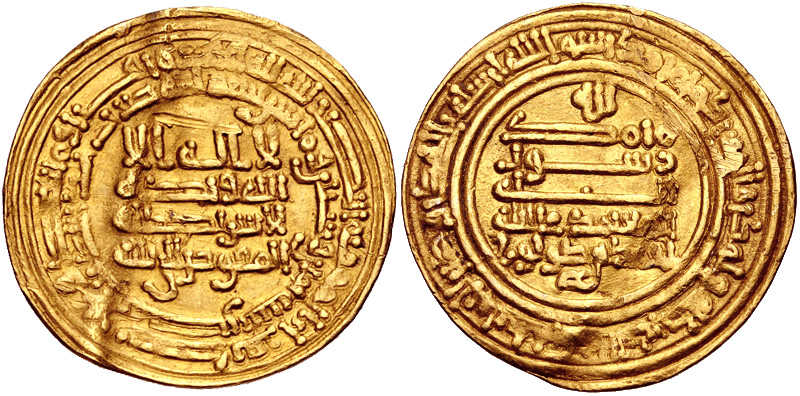
Dinar de ouro de Amade ibne Tulune r.

Abu Taibo Amade ibne Ali Almadarai (Abu'l-Tayyib Ahmad ibn Ali al-Madhara'i; m. 915) foi um membro da burocrática família Almadarai de oficiais fiscais, e serviu como diretor das finanças do Egito pela dinastia tulúnida durante suas últimas décadas.

## Vida
Amade era um filho de Ali e neto do fundador da família, Abu Becre Amade. Abur Becre Amade fora nomeado controlador de finanças pelo governante autônomo do Egito e Síria, Amade ibne Tulune (r. 868–884), e tinha por sua vez nomeado seus filhos Ali e Huceine como seus representantes no Egito e Síria respectivamente. Após Abu Becre morrer em 884, Ali tornar-se-ia vizir dos domínios tulúnidas até seu assassinato em 896.
Amade sucedeu seu filho como diretor fiscal do Egito, enquanto seu tio Huceine manteve o posto análogo na Síria, até o fim da dinastia tulúnida em 904-905. O irmão de Amade, Abu Becre Maomé, tornar-se-ia vizir no lugar do pai deles em 896-904. Após o restabelecimento do controle direto abássida sobre os antigos domínios tulúnidas em 904-905, Amade foi substituído no Egito por seu tio Huceine. Ele morreu em 915.